# Javier Olaizola
Javier Olaizola Rodríguez (San Sebastián, 28 novembre 1969) è un ex calciatore spagnolo, di ruolo difensore.

## Biografia
Ha un fratello, Julio, di 19 anni più grande, che ha giocato come difensore per dieci stagioni nella Real Sociedad.

## Carriera
La prima squadra professionistica con cui Olaizola ha debuttato è stato l'SD Eibar, nella stagione 1991-92, successivamente si è trasferito al Real Burgos, squadra in cui ha militato dal 1992 al 1994 totalizzando 48 presenze, per poi tornare all'SD Eibar per disputare la stagione 1994-95. Con l'SD Eibar ha disputato in totale 74 incontri senza segnare goal.
Nel 1995 si trasferisce al Maiorca, diventando subito leader e capitano della squadra, cui ha disputato 278 partite segnando 1 rete. Con il Maiorca vince la Supercoppa di Spagna 1998 e la Coppa del Re 2002-2003, ma perde la Coppa del Re 1997-1998, la Supercoppa di Spagna 2003 e la finale di Coppa delle Coppe 1998-1999.
Nelle ultime due stagioni giocò solo due partite a causa di numerosi infortuni, che lo costrinsero al ritiro all'età di 35 anni.
Successivamente ha ricoperto per brevi periodi incarichi da allenatore per le giovanili del Maiorca per la squadra giovanile basca dell'Antiguoko.
In carriera ha anche giocato una partita con la selezione dei Paesi Baschi.

## Palmarès

### Giocatore

#### Competizioni nazionali
- Coppa di Spagna: 1

Maiorca: 2002-2003
- Supercoppa di Spagna: 1

Maiorca: 1998